# خوسيه أنطونيو كابللو
خوسيه أنطونيو كابللو هو سياسي مكسيكي، ولد في 21 يوليو 1964 في مونتيري في المكسيك. نشط حزبياً في حزب العمل الوطني. وقد انتخب عضو مجلس النواب المكسيك ‏.